# Famille Thomas de Pange
Pour les articles homonymes, voir Pange.
La famille Thomas de Pange est une famille subsistante de la noblesse française originaire de Lorraine et anoblie en 1626 par le duc de Lorraine.
Elle compte parmi ses membres deux maréchaux de camp, un chambellan de Napoléon Ier, un historien, un résistant. Deux femmes comptent également parmi les personnalités de cette famille, Anne-Marie-Louise Thomas de Domangeville à l'époque de la Révolution française et Pauline de Broglie épouse de Pange au XXe siècle.

## Histoire

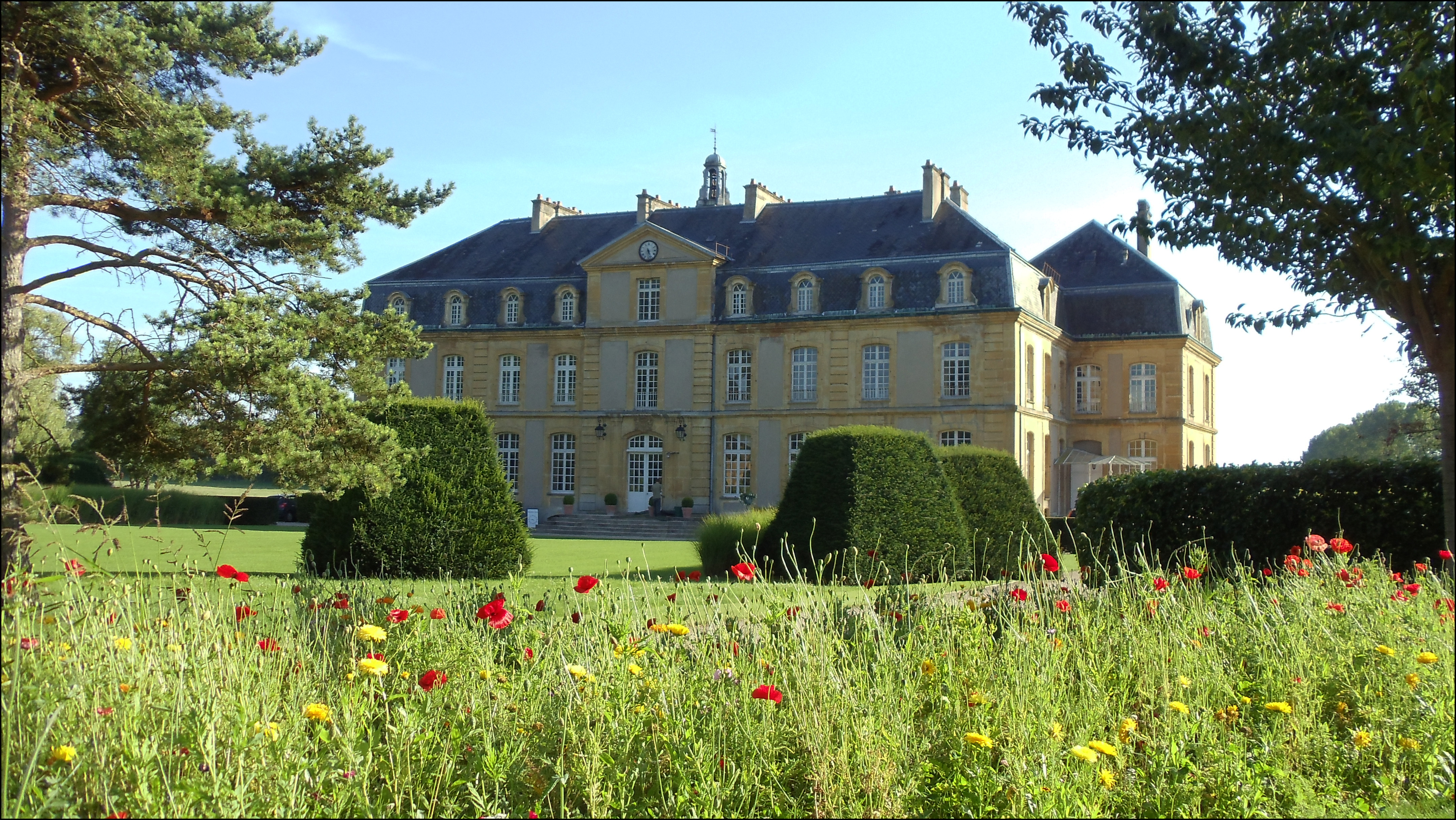
Le château de Pange

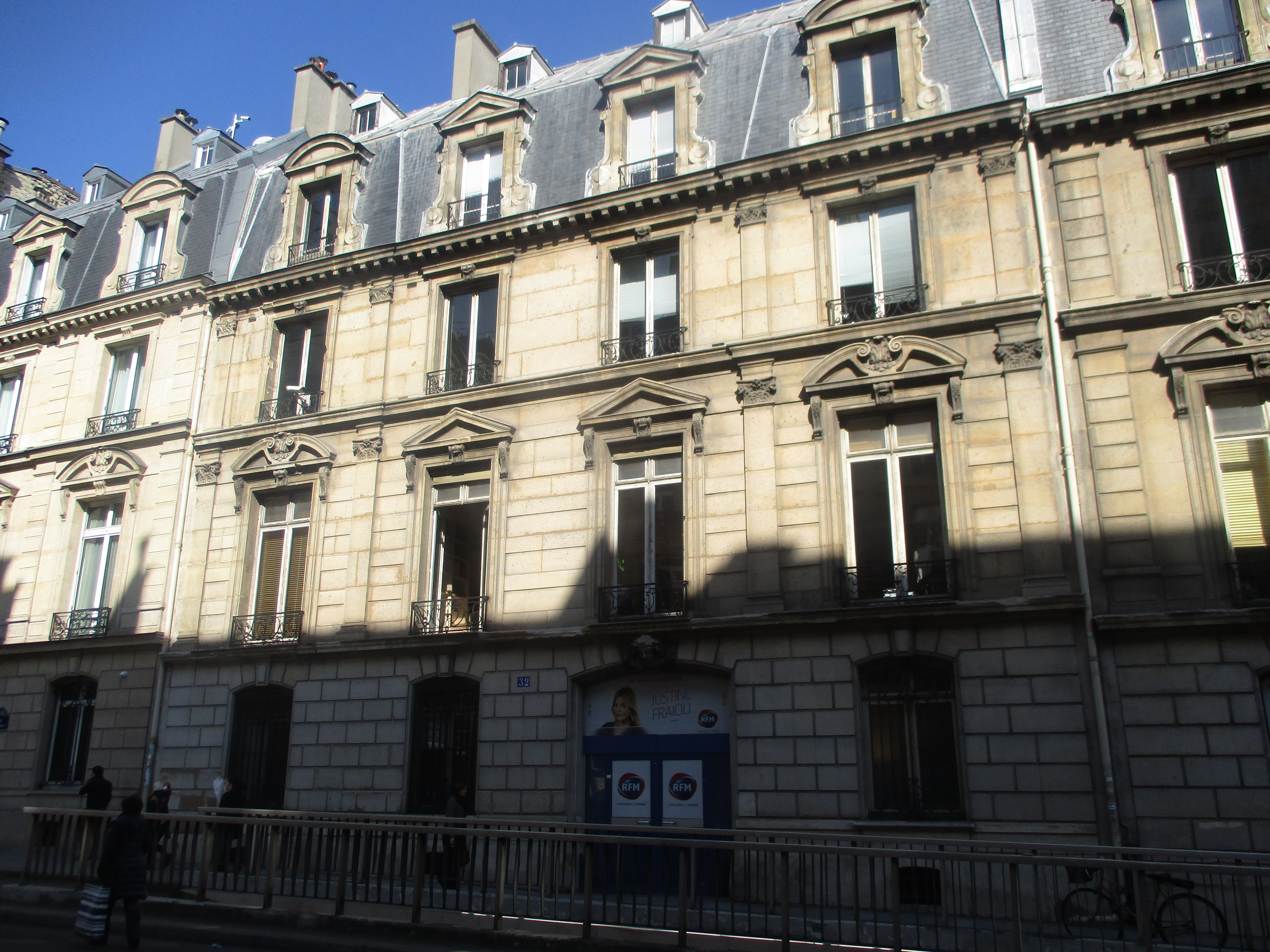
Ancien hôtel particulier ayant appartenu un temps à la famille Thomas de Pange, au 32 rue François-Ier, Paris VIIIe.

La famille Thomas est originaire de Clermont-en-Argonne. Elle a été anoblie en 1626 par le duc Charles IV de Lorraine pour services rendus à sa maison « depuis trois siècles ».
Jean-Baptiste Thomas (1688-1769), gentilhomme lorrain, s’enrichit par l’achat de charges lucratives telles que trésorier général de l’extraordinaire des guerres à Metz ou trésorier général de l’ordre de Saint-Louis. À la demande du duc Léopold Ier de Lorraine, il acquiert en 1720 la terre de Pange, frontalière du Pays messin alors français, où il fait bâtir le château de Pange dans le plus pur style classique et terminé en 1756. La terre de Pange devient marquisat en 1766 par la volonté de Stanislas Leszczynski qui, depuis les traités de Vienne de 1735, tenait en viager les duchés de Lorraine et Bar. Le souverain meurt quelques semaines plus tard. Lorraine et Barrois, conformément aux traités sus-cités, deviennent français. Le premier marquis de Pange mourra fort âgé trois ans plus tard, laissant une fortune considérable à son fils aîné. Puis il acquiert à Paris l'ancien hôtel de La Force dans l'aristocratique quartier du Marais. Ses deux filles, Adélaïde et Françoise Thomas de Pange, contractent des alliances brillantes. Adélaïde, l'aînée, épouse en 1769 le fils cadet du maréchal de Bercheny. La cadette, Françoise, épouse en 1773 Claude-Anne de Rouvroy de Saint Simon, marquis de Saint-Simon, en présence du roi, peu après, elle est présentée à la Cour puis nommée dame d'honneur de la comtesse d'Artois, petite-fille par alliance du roi. Elles mourront en 1777.[réf. nécessaire]
La famille Thomas de Pange est admise à l'Association d'entraide de la noblesse française en 1944.

## Liste des marquis de Pange
Le titre de marquis de Pange a été concédé à la famille Thomas de Pange en 1766 par Stanislas Leszczynski, duc de Lorraine et de Bar.
Le quatrième marquis fut chevalier de l'ordre royal et militaire de Saint-Louis, plusieurs autres marquis furent récipiendaires de l'ordre de la Légion d'honneur
1. 1766-1769 : Jean-Baptiste Thomas de Pange (1688-1769), 1er marquis de Pange (1766), trésorier des guerres à Metz.
2. 1769-1780 : Jean-Baptiste Thomas de Pange (1717-1780), 2e marquis de Pange, grand-bailli d'épée de la ville de Metz et conseiller du roi, fils du précédent.
3. 1780-1797 : Marie Louis Thomas de Pange (1763-1797), 3e marquis de Pange, militaire, fils du précédent.
4. 1797-1850 : Jacques Thomas de Pange (1770-1850), 4e marquis de Pange, homme politique et militaire, frère du précédent.
5. 1850-1878 : Maurice Thomas de Pange (1813-1878), 5e marquis de Pange, homme politique, fils du précédent.
6. 1878-1931 : Jean Thomas de Pange (1844-1931), 6e marquis de Pange, militaire et diplomate, fils du précédent.
7. 1931-1962 : Maurice Thomas de Pange (1873-1962), 7e marquis de Pange, militaire et diplomate, fils du précédent.
8. 1962-1999 : Jean Thomas de Pange (1917-1999), 8e marquis de Pange, militaire, neveu du précédent.
9. 1999- : Roland Thomas de Pange (né le ?), 9e marquis de Pange, exploitant forestier, fils du précédent.

L'actuel héritier est Jean Thomas de Pange fils du 9e marquis de Pange.[réf. nécessaire]

## Personnalités
- Jean-Baptiste-Nicolas Thomas de Pange (1727-1774), maréchal de camp (1762), grand-bailli d'épée de la ville de Metz en 1773
- Anne-Marie-Louise Thomas de Domangeville (1762-1799) (fille du précédent), elle épouse en 1779 Antoine Mégret, comte de Sérilly (1746-guillotiné en 1794), puis en 1796 François Thomas de Pange dit le chevalier de Pange (1764-1796), puis en 1798 Anne-Pierre de Montesquiou-Fézensac, marquis de Montesquiou (1739-1798), aristocrate lorraine ayant vécu les années de la Révolution française
- Marie Louis Thomas de Pange (1763-1797) (frère aîné des suivants), colonel en second lors de la guerre d'indépendance américaine puis contre-révolutionnaire, assassiné en Vendée
- François de Pange dit « Le chevalier de Pange », né à Paris le 9 novembre 1764, décédé à Passy-sur-Yonne le 15 juillet 1796 (cousin germain d'Anne-Marie-Louise Thomas de Domangeville (1762-1799) et son époux), journaliste favorable à une monarchie constitutionnelle
- Jacques Thomas de Pange, marquis de Pange, né le 29 août 1770 à Paris, mort le 2 octobre 1850 au château de Pange (Moselle) (frère du précédent), maréchal de camp, chambellan de Napoléon Ier, comte de l’Empire le 22 octobre 1810, pair de France (1819-1848), baron-pair le 2 août 1822 ;
- Mathilde de Pange (1845-1930), épouse du sculpteur Clément d'Astanières ;
- Jean Thomas de Pange (1881-1957), historien et écrivain, partisan de l’idée européenne ;
- Pauline de Broglie (1888-1972), épouse de Jean Thomas de Pange (1881-1957), femme de lettres ;
- Jean de Pange (1917-1999) (neveu de l'écrivain), aviateur ayant combattu avec la Résistance dans les FAFL notamment en URSS au sein de l’escadron Normandie-Niemen (FAFL) ;
- Victor de Pange (1923-1984), historien et critique littéraire, fils de l'écrivain ;
- Jean de Pange (d) (1975-) (petit-fils de l'aviateur), metteur en scène.

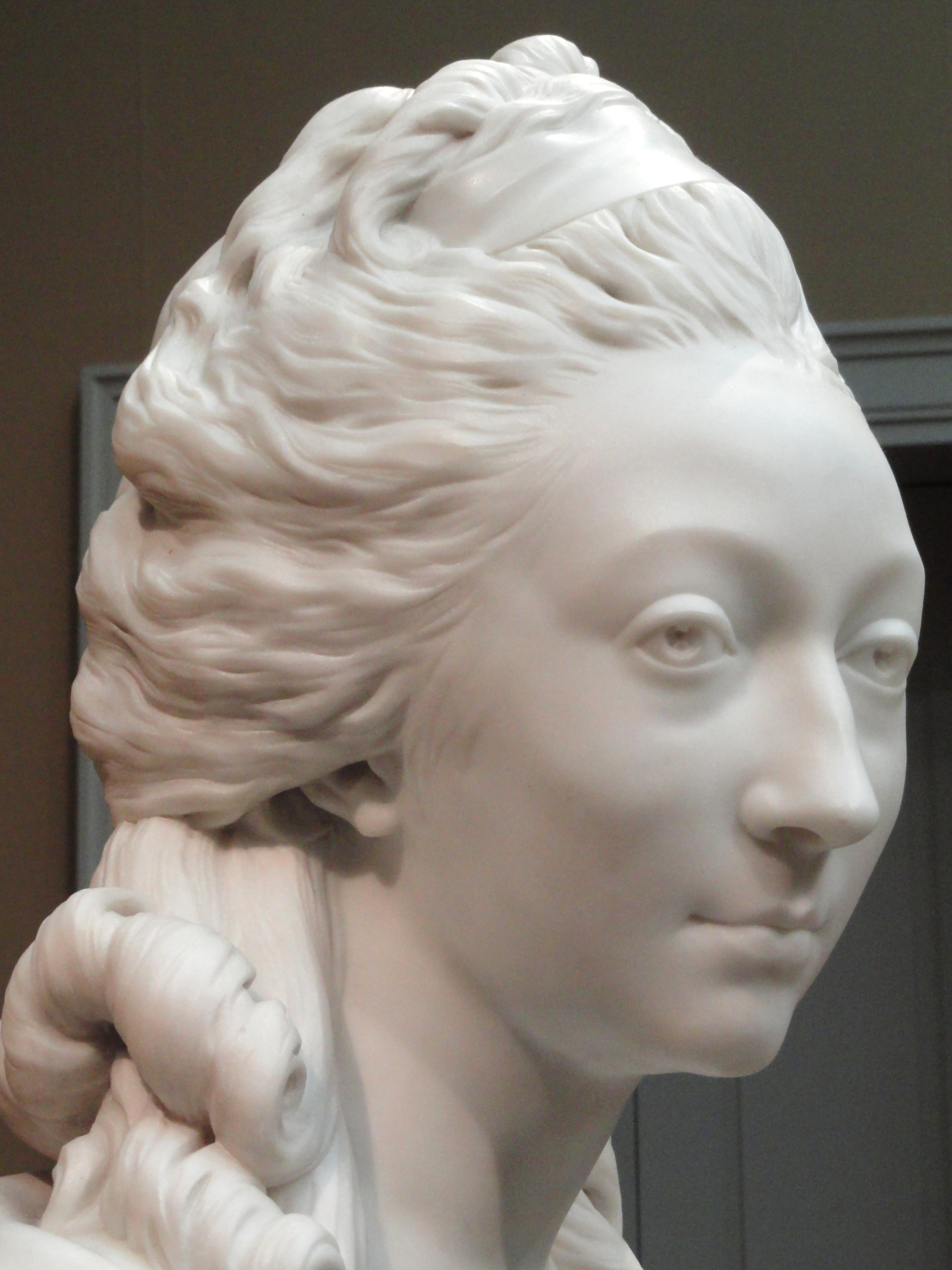
Anne-Louise Thomas de Domangeville (1762-1799)
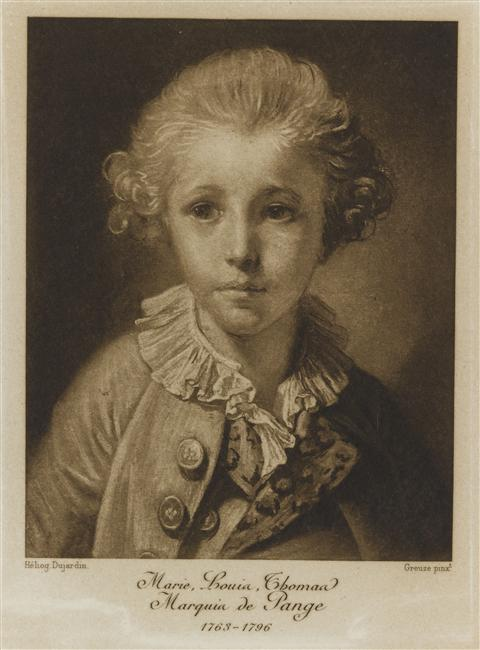
Marie Louis Thomas de Pange (1763-1797)
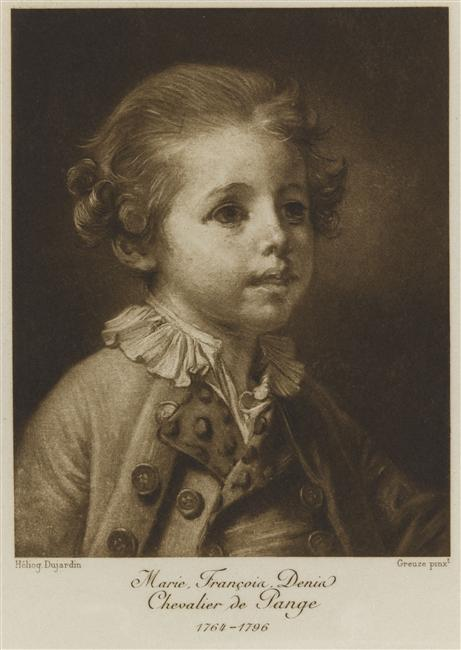
François de Pange (1764-1796)
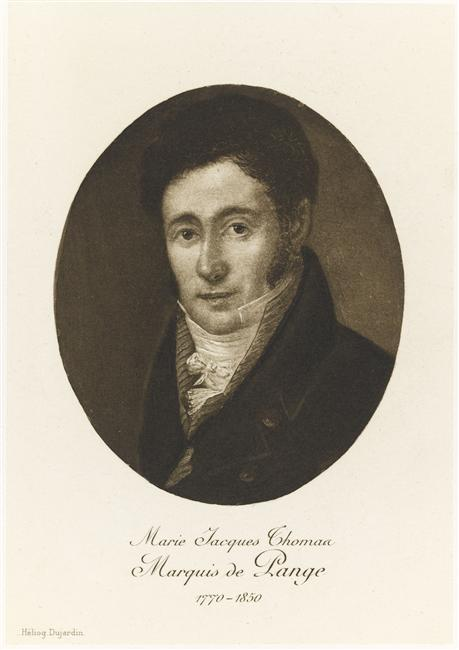
Jacques Thomas de Pange (1770-1850)
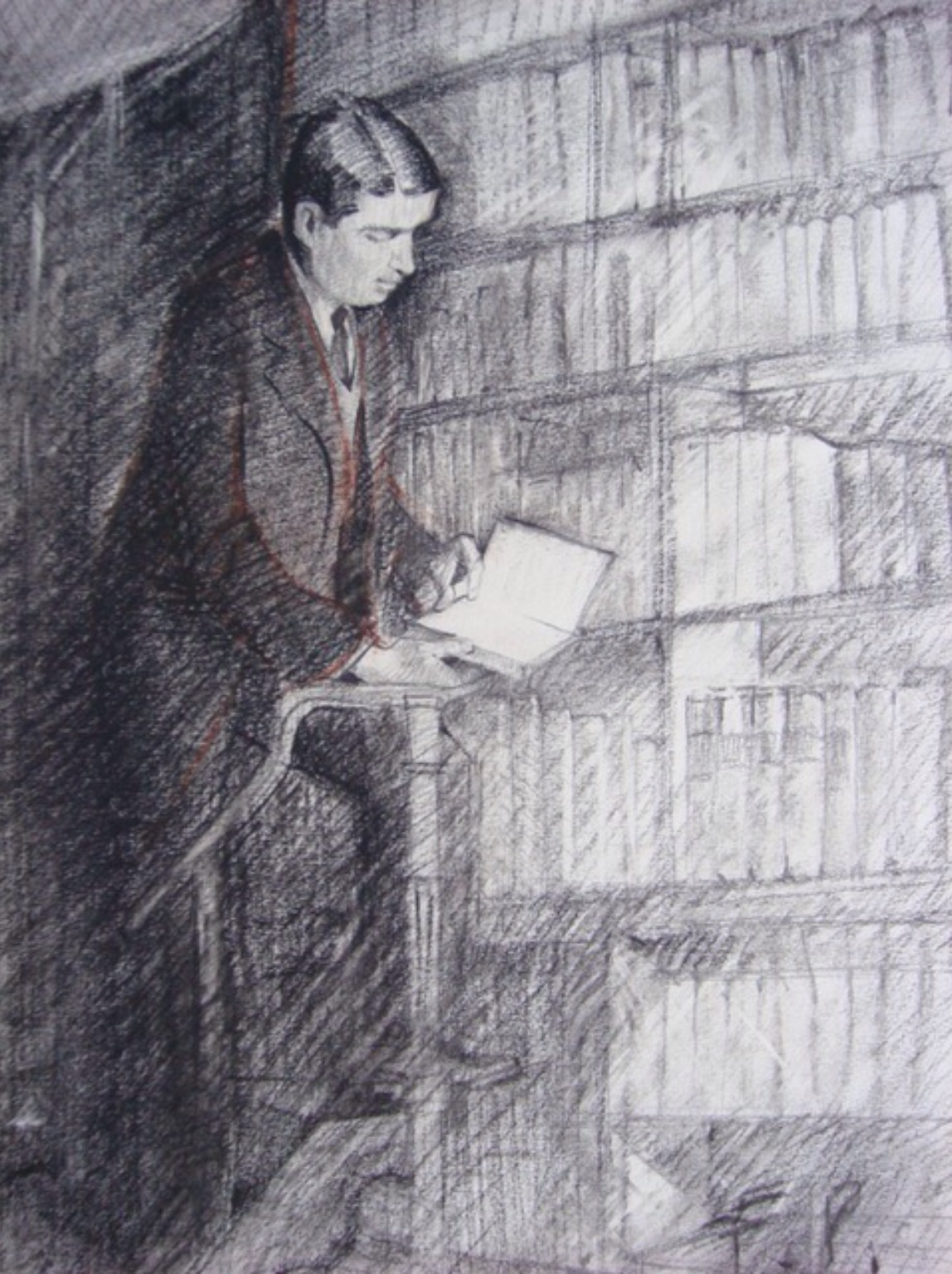
Jean de Pange (1881-1957)
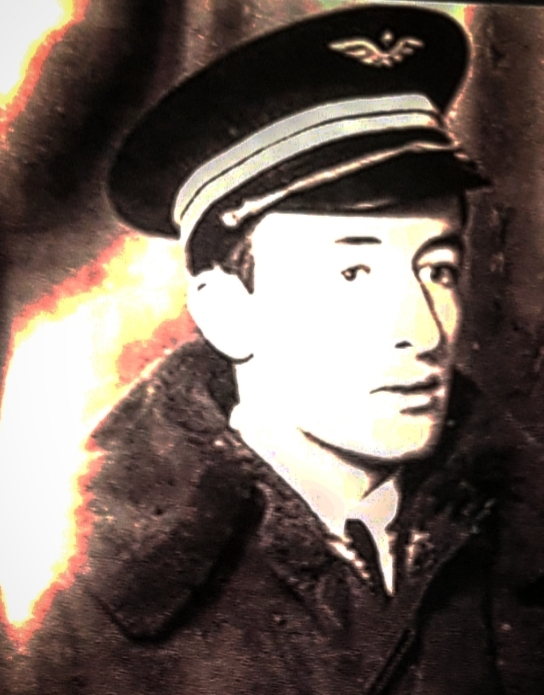
Jean de Pange (1917-1999)

## Châteaux et demeures
- Château de Pange (Moselle)

## Armes, titres
- Armes : D'argent, à un chevron d'azur, chargé à dextre d'une épée d'argent garnie d'or et à senestre d'un roseau du même, tous deux dans le sens des branches, le chevron accompagné de trois étoiles de gueules.[réf. nécessaire]

- Titres :
  - Marquis de Pange le 6 janvier 1766
  - Comte de l’Empire le 22 octobre 1810
  - Baron-pair de France le 2 août 1822

## Alliances
Les principales alliances de la famille Thomas de Pange sont : de Thumery (1716), Chastel de Boinville, de Chambon d'Arbouville, d'Épinoy (1755), de Bercheny (1769), de Rouvroy de Saint-Simon (1773), Mégret de Sérilly (1779), de Valicourt (1784), de Montesquiou (1798), de Broglie (1910).

## Postérité
- Un lycée de Sarreguemines porte le nom de Jean de Pange (1881-1957)